# Comté de Hood River
Le comté de Hood River (anglais : Hood River County) est un comté situé dans le nord de l'État de l'Oregon aux États-Unis. Il est nommé d'après la rivière Hood, un affluent du fleuve Columbia. Le siège du comté est Hood River. Selon le recensement de 2000, sa population est de 20 411 habitants.

## Géographie
Le comté a une superficie de 1 382 km², dont 1 353 km² est de terre. 

### Comtés adjacents
- Comté de Multnomah (ouest)
- Comté de Clackamas (sud-ouest)
- Comté de Wasco (sud-est)
- Comté de Klickitat, Washington (nord-est)
- Comté de Skamania, Washington (nord)